# Série Gold (Cássia Eller)
Série Gold - Cássia Eller é uma coletânea lançada pela Universal Music em 2002, pouco após a morte da cantora brasileira Cássia Eller.

## Faixas
| N.º | Título                                       | Duração |  |
| 1.  | "O Segundo Sol"                              |         |  |
| 2.  | "Na Cadência Do Samba"                       |         |  |
| 3.  | "Todo Amor Que Houver Nessa Vida"            |         |  |
| 4.  | "Malandragem"                                |         |  |
| 5.  | "Eu Sou Neguinha?" (ao vivo)                 |         |  |
| 6.  | "Try A little Tenderness"                    |         |  |
| 7.  | "Palavras Ao Vento"                          |         |  |
| 8.  | "Preciso Dizer Que Te Amo"                   |         |  |
| 9.  | "Música Urbana 02"                           |         |  |
| 10. | "Pro Dia Nascer Feliz"                       |         |  |
| 11. | "Smells Like Teen Spirit" (ao vivo)          |         |  |
| 12. | "Woman Is The Nigger Of The World" (ao vivo) |         |  |
| 13. | "Meu Mundo Ficaria Completo (Com Você)"      |         |  |
| 14. | "Vá Morar Com O Diabo" (ao vivo)             |         |  |